# ОШ Бранко Радичевић Брестовац
ОШ „Бранко Радичевић” у Брестовцу, једна је од установа основног образовања на територији града Лесковца, основана 1873 године.

## Историјат
Почетак школовања се везује за 1888. годину, када је формирана прва школа и била је смештена у конаку цркве у оближњем Кутлешу, док је прва школска зграда у Брестовцу је подигнута 1902. године, а први учитељи у тој школи били су Ћирило и Драга Јанковић. Од тада тече богата историја школе у Брестовцу. Средином 1958. године, школи у Брестовцу су Одлуком Народног одбора Општине Брестовац, припојена четвороразредна одељења у Липовици, Кутлешу, Шарлинцу, Међи и Доњем Бријању.

## Школа данас
Наставу у разредној и предметној настави реализује 60 наставника и настава је стручно заступљена из свих наставних предмета. Уз помоћ Министарства просвете, Министарства спорта, локалне самоуправе и Невладиних организација, школа је у протеклом периоду саградила нове школске зграде у Липовици и Кутлешу и адаптирала је школску зграду у Шарлинцу. Завршена је и реконструкција школске зграде у Брестовцу, саграђене 1902. године, која је задржала свој некадашњи изглед са богато украшеном орнаментиком на фасади, што одсликава карактеристике српског градитељства с краја 18. и почетка 19. века. Урађена је и балон сала површине од око 500 m2, чиме је решен дугогодишњи проблем реализације наставе из области физичког васпитања. 
Школа у Брестовцу је добитник многобројних признања и награда, а посебно место у витринама школе заузима Октобарска награда града Лесковца, Зелени горански штит, највише признање Горана Србије и многобројни пехари и дипломе освојени на свим нивоима такмичења из области наставних и ваннаставних активности.       